# Hubert Buydens

a Compétitions nationales et continentales officielles uniquement.

b Matchs officiels uniquement.
Dernière mise à jour le 12 septembre 2021.
Hubert Buydens, né le 4 janvier 1982 à Saskatoon (Saskatchewan), est un joueur canadien de rugby à XV, qui joue avec l'équipe du Canada, évoluant au poste de pilier (1,80 m).

## Carrière
Hubert Buydens est né le 4 janvier 1982 à Saskatoon dans la province de Saskatchewan au Canada, il évolue avec le club de Prairie Wolf Pack dans le championnat canadien de rugby à XV et avec la province de Manawatu en Nouvelle-Zélande en ITM Cup.
Il dispute son premier test match le 10 juin 2006 contre l'équipe d'Angleterre A, il dispute quatre matchs de la Coupe du monde de 2011.
Il prend sa retraite de joueur professionnel en décembre 2020.

### Palmarès en Coupe du monde
| Édition               | Rang       | Résultats Canada | Résultats Buydens | Matchs Buydens |
| --------------------- | ---------- | ---------------- | ----------------- | -------------- |
| Nouvelle-Zélande 2011 | 4e Poule A | 1 v, 1 n, 2 d    | 1 v, 1 n, 2 d     | 4/4            |
| Angleterre 2015       | 5e Poule D | 0 v, 0 n, 4 d    | 0 v, 0 n, 4 d     | 4/4            |
| Japon 2019            | 5e Poule B | 0 v, 1 n, 3 d    | 0 v, 0 n, 3 d     | 3/4            |

Légende : v = victoire ; n = match nul ; d = défaite.

### En équipe nationale
Entre 2006 et 2019, Hubert Buydens dispute 58 matchs avec l'équipe du Canada sans marquer de point. Il participe notamment à trois Coupes du monde en 2011, 2015 et 2019. Il dispute onze rencontres de Coupe du monde en trois participations.